# 特利达
特利達（英語：Telida）是位於美國阿拉斯加州育空-科尤庫克人口普查區的一個非建制地區。該地的面積和人口皆未知。

## 地理
特利達的座標為63°38′00″N 153°28′00″W / 63.63333°N 153.46667°W，而該地的平均海拔高度為188米（即617英尺）。